# Camponotus hosei
Camponotus hosei é uma espécie de inseto do gênero Camponotus, pertencente à família Formicidae.